# Cmentarz ewangelicki w Kłodawie
Cmentarz ewangelicki w Kłodawie – cmentarz ewangelicki w Kłodawie, w województwie wielkopolskim.
Cmentarz figuruje w gminnej ewidencji zabytków.

## Historia
Przed powstaniem cmentarza ewangelickiego w miejscu w którym istnieje do dziś, istniał w mieście inny cmentarz ewangelicki, położony na „wysokiej górze żwirowatej”. Nieznana jest dokładna lokalizacja starego cmentarza, prawdopodobnie położony był on w okolicach cmentarza katolickiego, został jednak przeniesiony w połowie XIX wieku, a na jego miejscu wybudowano drogę.
Cmentarz przy ulicy Toruńskiej powstał w połowie XIX wieku, a najstarszy nagrobek na nim pochodzi z 1848 roku. Jest jednym z niewielu cmentarzy ewangelickich w regionie, na którym wszystkie napisy na nagrobkach napisane są w języku polskim. W listopadzie 1914 roku na cmentarzu pochowano żołnierzy niemieckich poległych w potyczce z wojskami rosyjskimi.
W 1926 roku cmentarz miał powierzchnię 5633 metrów kwadratowych. Po zajęciu Kłodawy przez Niemców we wrześniu 1939 roku na cmentarzu pochowano zlikwidowanego przez żołnierzy Wojska Polskiego szpiega, do przewiezienia zwłok na cmentarz i ich pochowania zmuszono miejscowych Żydów. 
Ostatni pochówek na cmentarzu miał miejsce w 1972 roku, pochowano wtedy Roberta Stacha, który do śmierci opiekował się cmentarzem. W 2001 roku dzięki pomocy Fundacji „Polsko-Niemieckie Pojednanie” odnowiono mogiłę poległych w 1914 roku żołnierzy. W 2014 roku dzięki staraniom miejscowych działaczy społecznych cmentarz uporządkowano, odprawiono na nim również modlitwy ekumeniczne. Od 2014 roku cmentarzem opiekują się uczniowie szkół w Kłodawie oraz Młodzieżowa Drużyna Pożarnicza.